# Die Toten Hosen
Die Toten Hosen é uma banda de punk rock de Düsseldorf, Alemanha, formada em 1982 por Campino (Andreas Frege), Kuddel (Andreas von Holst), Vom (Vom Ritchie), Andi (Andreas Meurer) e Breiti (Michael Breitkopf).
O nome da banda significa literalmente "As Calças Mortas" em português, porém a frase "tote Hose" é uma expressão alemã que significa "sem vida", "chato" ou então "nada de mais". Uma tradução mais idiomática do nome da banda poderia ser "As Batidas Mortas".
Die Toten Hosen, ao lado da banda Die Ärzte, conquistou muita popularidade no gênero do rock, com 22 milhões de discos vendidos apenas na Alemanha e conta com uma popularidade internacional significativa.

## História
A banda começou como tal, da união de outras dois bandas (ZK e KFC). Embora a maior parte dos membros seja alemã, o baterista atual, Vom, é inglês substituto de Wölli, baterista em 1999; a saída antes da hora de Wölli foi devido a ferimentos causados por um acidente de carro. O próprio Wölli tinha substituído Trini em 1985, e ainda é um membro honorário da banda; Trini tornou-se empresário da banda quando Wölli se juntou a eles.
A parte folclórica que rodeia a banda é a história que durante os primeiros dias eles tocavam grátis em festas de aniversários particulares ou eventos semelhantes. Porém, só sob a condição de que dono da festa daria cerveja ilimitada grátis e pagaria por todos os prejuízos causados pela banda.
O single de estréia “Wir sind bereit” foi lançado em 1982, e foi seguido pelo primeiro álbum, Opel-Gang, no ano seguinte. Em 1988, o Die Toten Hosen lançou o EP Ein kleines bisschen Horrorschau (Uma pequena amostra de horror, referindo-se a frase de A Clockwork Orange, livro e filme), que conta com a música “Hier kommt Alex”; Ainda em 1998, Bernd Schadewald produziu uma versão para o teatro alemão do livro, no qual a banda participou como atores e músicos. “Hier kommt Alex” foi depois refeita para um show acústico em 2008 com a abertura de piano da Sonata de Luar de Beethoven.
Em 1991, gravaram um álbum com covers de bandas que foram influência para a banda. O álbum Learning English, Lesson One inclui a participação de um membro de cada banda original nas músicas, além de uma música composta por Ronald Biggs, "Carnival in Rio (Punk Was)". A cover de "Born to Lose" do The Heartbreakers, com a participação de Johnny Thunders, foi sua última gravação. Thunders morreu no voo que se seguiu à gravação dessa música. Como uma homenagem póstuma, foi incluída a participação de todos os músicos que fizeram parte desse álbum nos backing vocals dessa música.
Durante a turnê de Learning English, Lesson One, passaram pelo Brasil, tocando no bar de Ronald Biggs, no Rio de Janeiro.
Seu milésimo show foi em 28 de junho em 1997, no Düsseldorfer Rheinstadium, assistido por mais de 60 mil fãs. Uma garota holandesa, Rieke Lax, morreu na multidão; mais tarde a banda produziu a canção “Alles ist eins” em memória dela.
A primeira turnê depois desse evento foi como parte da 1998 Warped Tour à Nova Zelândia, Austrália, Japão e Havai, e incluiu visitas hospitalares para Campino após duas de nove datas na Austrália (Byron Bay e Geelong).
Die Toten Hosen colaborou com numerosos outros músicos (como Bad Religion, AC/DC, U2, Rolling Stones); eles são também umas das poucas bandas de punk rock alemãs populares fora da Alemanha (especialmente na América do Sul, Austrália e Europa Oriental), outras bandas notáveis são Die Ärzte e WIZO.
Como torcedores de longa data do seu time de futebol local Fortuna Düsseldorf eles patrocinaram o clube, entre 2001 e 2003. Também lançaram uma música chamada “Bayern”, em 2000, referindo-se ao famoso clube alemão. Uma vaga tradução de alguns versos “muitas coisas pode acontecer, muitas coisas podem ocorrer, só tenho certeza de uma coisa, eu nunca me ligaria ao FC Bayern Munich”.
Em agosto de 2006, Campino estrelou Mack the Knife numa nova versão de “The Threepenny Opera” encenada na Admiralspalast de Berlim, uma distancia pequena de Friedrichstrasse onde foi apresentada pela primeira vez em 1928. Encenada pelo ator Klaus Maria Brandauer, a tão esperada produção estreou com opiniões distintas, com euforia pelo rock star alemão Campino, mas vaias pela atuação “convencional” de Brandauer.

## Letras e estilo
A banda existe há mais de 20 anos, e o foco de suas músicas variam entre o engraçado e absurdo ao sério; as músicas de seu primeiro LP foram na maior parte sobre se divertir, mas até o fim dos anos oitenta eles focaram mais em questões políticas e sociais, como o racismo.

## Discografia
Álbuns de estúdio
- Opel Gang – 1983
- Unter falscher Flagge – 1984
- Damenwahl – 1986
- Ein Kleines Bisschen Horrorschau – 1988
- Auf dem Kreuzzug ins Glück – 1990
- Learning English - Lesson 1 - 1991
- Kauf Mich! – 1993
- Opium Fürs Volk – 1996
- Unsterblich – 1999
- Auswärtsspiel – 2002
- Zurück Zum Glück – 2004
- In Aller Stille – 2008
- Ballast der Republik - 2012
- Laune der Natur - 2017